# Anna Lorenc
Anna Lorenc – polska śpiewaczka operowa (sopran).
W latach 1995–1998 solistka Opery Śląskiej w Bytomiu. Laureatka wyróżnienia V Ogólnopolskiego Konkursu Wokalistyki Operowej im. Adama Didura w Bytomiu (1994) oraz I nagrody Międzynarodowego Konkursu Wokalnego Belvedere w Wiedniu (1999). Śpiewała m.in. partie Musetty (Cyganeria, Puccini), Kate Pinkerton (Madame Butterfly, Puccini), Violetty Valery (Traviata, Verdi). 